# Pont-Saint-Esprit
Pont-Saint-Esprit [pɔ̃ sɛ̃t‿ɛspʁi] ist eine französische Stadt im Département Gard mit 10.759 Einwohnern (Stand 1. Januar 2022). Sie gehört zum Arrondissement Nîmes und zum Kanton Pont-Saint-Esprit.

## Lage
Die Gemeinde liegt am rechten Ufer der Rhône. Im nördlichen Ortsgebiet mündet die Ardèche in die Rhône. Die nächstgelegenen größeren Gemeinden sind Bollène (9 km östlich), Pierrelatte (15 Kilometer nördlich) und Bagnols-sur-Cèze (11 Kilometer südlich). Pont-Saint-Esprit liegt im äußersten Nordosten des Départements Gard. Die Entfernung zur Hauptstadt Nîmes beträgt rund 60 Kilometer. Nach Avignon (Département Vaucluse) sind es rund 45 Kilometer. Durch seine Lage nahe der rund 30 Kilometer langen Ardèche-Schlucht (Gorges de l’Ardèche, die im nahen Saint-Martin-d’Ardèche enden) und der Tropfsteinhöhle Aven d’Orgnac ist der Ort inzwischen auch touristisch geprägt. In Nord-Süd-Richtung durchquert die Route nationale 86 (heute D 6086) den Ort. Ortsmittig zweigt von dieser nach Osten die Route nationale 94 (heute D 994) ab, die dann die Rhone überquert. Des Weiteren durchquert in Nord-Süd-Richtung die Bahnstrecke von Givors nach Nimes auf der heute nur noch Güterverkehr unterwegs ist.
Die Rebflächen des Ortes liegen im Weinbaugebiet des südlichen Rhônetals. Die Weine dürfen unter den Herkunftsbezeichnungen Côtes du Rhône sowie der qualitativ strikteren Côtes du Rhône Villages vermarktet werden.

## Geschichte
Der Ort wurde im 5. Jahrhundert gegründet. In den Jahren 1265 bis 1309 wurde die Pont Saint-Esprit über die Rhone gebaut, danach wurde der kleine Hafen Saint-Saturnin-du-Port umbenannt und der Ort an der Grenze zwischen den Provinzen Languedoc und Provence gewann an Bedeutung.

### Massenvergiftung
Unter dem Namen l’affaire du ‘pain maudit’ (etwa: „Affäre des verfluchten Brotes“) ist eine Massenvergiftung bekannt, die sich im August 1951 in Pont-Saint-Esprit ereignete. Die Ursache war verunreinigtes Brot einer örtlichen Bäckerei, welches neben Übelkeit und Erbrechen auch psychotische Symptome hervorrief. Sieben Personen starben, 50 wurden in psychiatrische Kliniken eingewiesen, weitere 250 Personen litten unter mehr oder weniger schweren Vergiftungssymptomen. Die Einwohner der Stadt gerieten in Panik, und es gab langanhaltende und weitreichende Spekulationen über die Herkunft der Substanz.
Wegen der teilweise halluzinatorischen Symptome wurde von den örtlichen Gesundheitsbehörden eine Mutterkornvergiftung (Ergotismus) vermutet, die aber nicht bestätigt werden konnte. Weitere Hypothesen machten eine Quecksilberverbindung, die zur Desinfektion von Getreide verwendet wurde, und eine Vergiftung durch Mykotoxine verantwortlich. Bis heute gilt die Ursache der Massenvergiftung als ungeklärt. In seinem Buch „The Day of St. Anthony's Fire (deutsch: Apokalypse 51)“ von 1968 beschreibt der Journalist John G. Fuller minutiös die Vorfälle um diese beängstigende Tragödie sowie ihre Folgen.
In einem 2008 erschienenen Buch von H. P. Albarelli stellt dieser die Behauptung auf, dass es sich um einen Feldversuch der CIA gehandelt habe, in dem die Wirkung von LSD und dessen Verwendung als Waffe getestet werden sollte.

### Bevölkerungsentwicklung
| Jahr                       | 1962 | 1968 | 1975 | 1982 | 1990 | 1999 | 2006 | 2018   |
| Einwohner                  | 5778 | 6951 | 6709 | 8067 | 9277 | 9265 | 9661 | 10.397 |
| Quellen: Cassini und INSEE |      |      |      |      |      |      |      |        |

## Sehenswürdigkeiten

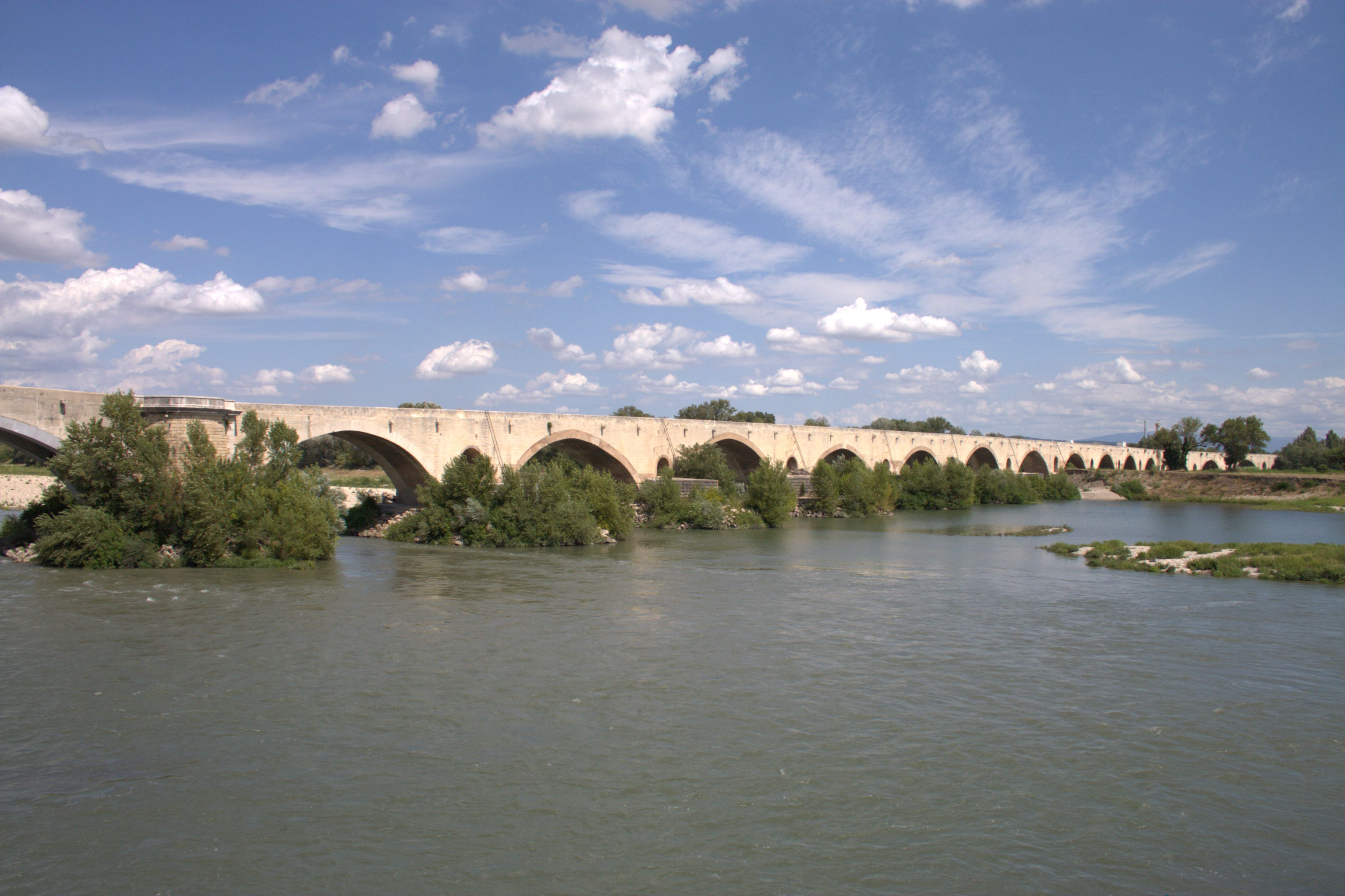
Brücke über die Rhône

Siehe auch: Liste mittelalterlicher Brücken in Frankreich
- Die bedeutendste Sehenswürdigkeit des Ortes ist die namensgebende Brücke über die Rhône, erbaut 1265 bis 1309. Die Brücke ist 853 Meter lang und besteht aus 19 Brückenbögen.
- Ebenfalls sehenswert ist der historische Ortskern mit den Kirchen Saint-Saturnin aus dem 15. Jahrhundert und Le prieuré Saint-Pierre aus dem 12./13. Jahrhundert sowie die Zitadelle La Citadelle et la Collégiale aus dem 14. Jahrhundert.
- In der Altstadt wurde das Ritterhaus – Maison des Chevaliers der ehemals adligen Familie von Piolenc – zum (konfessionsunabhängigen) Museum der sakralen Kunst des Départements Gard, Musée d'Art Sacré (Ausstellungen).
- Waschhaus, erbaut 1832
- Der Markt am Samstag auf den breiten Alleen am Rand der Altstadt ist das ganze Jahr durch besonders lebendig.

## Verkehr
Pont-Saint-Esprit hat einen Bahnhof an der Bahnstrecke Givors-Canal–Grezan, die in diesem Abschnitt am 30. August 1880 von der Compagnie des chemins de fer de Paris à Lyon et à la Méditerranée (PLM) eröffnet wurde. Er liegt an der rechten Rhonestrecke, die seit 1973 nahezu ausschließlich für den Gütertransport genutzt wurde. Seit Ende August 2022 verkehren wieder Personenzüge zwischen Pont-Saint-Esprit und Villeneuve-lès-Avignon.

## Persönlichkeiten
- Charles d’Albert, duc de Luynes (1578–1621), Staatsmann
- André Philip (1902–1970), Politiker
- Joseph Di Mambro (1924–1994), Mitbegründer der Sonnentempler
- Gilbert Baumet (* 1943), Politiker
- Gilles Derot (* 1963), Handballspieler und -trainer

## Partnerstädte
- Egelsbach, Deutschland
- Haverhill, Vereinigtes Königreich
- Penacova, Portugal